# Српска деспотовина
Српска деспотовина је била српска средњовековна држава која је постојала од 1402. године када је Стефан Лазаревић, син кнеза Лазара Хребељановића, добио од византијског цара титулу деспота па до 1459. године када су Османлије освојиле Смедерево, престоницу коју је подигао деспот Ђурађ Бранковић. Српски деспоти настојали су да идеолошки наставе традиције немањићке Србије. Многе институције из државе Немањића наставиле су да постоје у Српској деспотовини. Ипак због нових међународних околности војне службе добијају све већи значај у држави српских деспота. У међународном погледу Српска деспотовина се налазила између све јачег Османског царства и Краљевине Угарске. Она је била зависна од међусобног односа ових сила. После смрти деспота Ђурђа, 1456. године, расуло у Србији и борбе око престола међу његовим наследницима олакшали су пропаст државе, па је 1459. године Србија коначно пала под турску власт, чиме је нагло прекинут процес изласка из средњег века и српског кретања ка класицизму и хуманизму.

## Увод
Последице Косовског боја биле су велике и тешке по српску средњовековну кнежевину. Погођени су и наследници палога кнеза Лазара, удовица Милица и малолетни синови Стефан и Вук. Како је кнез био угарски вазал и тиме подвео Србију под формалан угарски утицај, угарски краљ је желео да евентуалног наследника прихвати као вазала. Премда је, пред Косовску битку, био пристао на споразум са Србима и имао у Вуку Бранковићу поузданог присталицу за пријатељску политику, он је ипак напао кнегињу Милицу у јесен 1389. године. Осетивши да би је Вук уз помоћ Угара могао надјачати и узети власт у Србији, она је ступила у контакт с Турцима и уз помоћ њихових одреда успела 1390. године истиснути Угре из Србије. Међутим, у замену за мир, кнегиња Милица је морала султану Бајазиту да даје као помоћ своје одреде, да плаћа данак, да пошаље најмлађу ћерку Оливеру султану Бајазиту у харем, а као додатни услов Стефан је заједно са братом Вуком и виђенијом властелом добио обавезу да се сваке године појављује код султана на двору и да му изјављује покорност.
Лазарев син Стефан стицао је војничко искуство учествујући у походима Бајазита: у Малој Азији, где је потчињавао побуњене емире, затим у европским походима, где је ширио круг вазала, а у исто време вазалске земље претварао у османске провинције. Пад Трновске Бугарске и стално продирање турских чета помаганих од стране српских у Босну, Влашку, где је Бајазит поразио војводу Мирчу у битки на Ровинама 1395., и Угарску, где су харали и палили тамишку и крашовску жупанију, нагнало је краља Жигмунда да предузме неке мере против турске најезде. Тадашњи османлијски освајачки залети нису могли да зауставе ни отпор вазала, ни помоћ западних хришћанских држава, ни походи крсташа од којих је један код Никопоља у септембру 1396. завршен с поразом, већ интервенција татарског емира Тамерлана.

## Оснивање Деспотовине
Огромне промене на Балкану изазвала је навала Монгола на источну границу Османског царства. Турски емири у Малој Азији прелазе на страну Тимура, освајача Индије, Месопотамије, Персије и Златне Хорде. Бајазит је све снаге усмерио на свог противника. У бици код Ангоре (28. јул 1402.) учествовали су Лазаревићи и Бранковићи. Бајазит је тешко поражен и заробљен. Одведен је у заробљеништво у коме је следеће године и умро. У Турској избијају немири. Монголи допиру до Егејског мора освајајући Смирну. Бајазит је имао петорицу синова: Сулејмана, Ису, Мусу, Мустафу и Мехмеда. Најстарији, Сулејман, настојао је да овлада европским делом царства са центром у Једрену. Од српских владара у ропство падају Гргур Бранковић и Оливера; обоје су ослобођени након преговора Стефана и монголског владара. Српски кнежеви су се са ратишта враћали преко византијских територија. Стефан и Вук Лазаревић кренули су најпре у Цариград. При повратку су приметили назнаке нових прилика после Ангорске битке. Сам византијски цар Манојло налазио се тада на путовању на Западу где је молио за помоћ. У Паризу је сазнао за вест о поразу Турака која је продужила живот Византијског царства за наредних пола века. Његов савладар, Јован VII, је августа 1402. године обдарио Стефана деспотском титулом, у царству највишом након цареве. Тиме је Србија стекла статус Деспотовине. У хришћанском свету Византија је и даље уживала углед и, према схватањима средњовековних држава, стајала на челу хришћанског света. Вођени су преговори о браку Стефана и Јелене Гатилузијо, ћерке лезбоског владара Франческа. Брак је касније и остварен. Стефан је тиме прихватио византијску идеју о хијерархији хришћанских држава, иако себе у повељама назива самодршцем или чак самодржавним деспотом.

## Владавине Стефана Лазаревића
У Цариград је дошао и Ђурађ Бранковић. Дошло је до неслагања између њега и Стефана, о чему појединости нису познате. Мавро Орбин бележи да је разлог била потајна жеља Ђурђа да се придружи Сулејману. Стефан је наредио да се Ђурађ затвори. У Србији се није знало за њихов сукоб. Ђурђа је ослободио човек по имену Родоп. Ђурађ је побегао Сулејману од кога је тражио војну помоћ за борбу против Стефана. Добио ју је. Одељење српске војске које се враћало у Деспотовину нападнуто је у близини Једрена. Постало је јасно да се тим путем не може натраг у Србију. Турци и Бранковићи запосели су саобраћајницу која је пресецала Косово и Метохију и водила преко земље Бранковића. Стефан и Вук су се, после краћег задржавања на Лезбосу, упутио у Зету. Искрцао се код зета Ђурђа у Улцињу. Крајем октобра 1402. из Бара се Стефан са војском од 260 људи упутио ка средишту земље, ка Жичи. Избегавани су путеви које су запосели Турци. Недалеко од Грачанице чекале су их турске и Ђурђеве чете. Дана 21. новембра вођена је битка код Грачанице (Трипољска битка). Стефан је Вуку наложио да нападне Ђурђа, а сам је напао Турке. Турски вазал, Угљеша, прешао је на Стефанову страну. Тиме је знатно допринео исходу битке. Турци и Ђурађ су потучени. Лазаревићи се повлаче у Ново Брдо. Стефан је пребацивао Вуку непознавање ратне вештине (Вука је потиснуо Ђурађ). Вук је одлучио да напусти земљу и пребегне Сулејману.
Марта 1403. године умро је Бајазит након чега су се распламсале борбе између његових синова. Најпре је избио сукоб између Исе и Мехмеда. Први је подлегао Иса, након чега су заратили Мехмед и Сулејман. Сулејман је снаге усмерио ка истоку, ка Малој Азији, због чега је у Галипољу склопио мир са Византијом, Млетачком, Ђеновом, Наксосом. Византија је повратила Солун и Свету Гору. Стефан је задржао положај који је имао код Бајазита.

### Однос са Жигмундом
Стефан Лазаревић је након склапања овог мира потражио ослонац на другој страни. Угарски краљ Жигмунд је користио неприлике у Србији након Косовске битке да је неколико пута нападне између 1390. и 1392. године. До првих преговора о миру дошло је након Никопољског крсташког рата, али споразум није склопљен због противљења Турске и дела српске властеле. Кнегиња Милица и Јелена, ћерка кесара Војихне, је 1398. године на Порти где је спречила одмазду султана. Исте године је и Стефан Лазаревић посетио Порту. Почетком 14. века Угарска је у грађанском рату. Ладиславу Напуљском из династије Анжујаца подршку је пружао и римски папа Бонифације IX. Жигмунд је једно време провео у заробљеништву, а 1402. годину у Чешкој. У Будим је ушао тек августа 1403. године. Ладиславов најмоћнији савезник био је Хрвоје Вукчић. Жигмунду су били потребни савезници. Иницијатива за обнову преговора са Србијом потекла је са двора у Будиму, а Стефан ју је прихватио. Угарско посланство предводио је Филип де Сколарис, познатији као Пипо Спано, иначе тамишки жупан из Фиренце. Дошло је до помирења и успостављања вазалног односа. Стефан је добио Мачву са Београдом. Тиме је отклоњен давнашњи спор између две државе. Спор је трајао од смрти краља Драгутина 1316. године. Срби су скоро читав век покушавали да заузму Београд. Тако је Жигмунд платио високу цену за савез са Стефаном. Огромним напорима, Стефан је градио нову престоницу Србије. Опасана је огромним бедемима, поготово са копнене стране. Отприлике у исто време Србија је стекла и Голубац на Дунаву. Стефанови посланици су 1406. године у Венецији објавили да деспот више није вазал Турака и да је спреман да се против њих бори. Исто пише и сам Стефан у својој повељи Хиландару из 1405. године, а и његов биограф Константин Филозоф. О склапању вазалног односа Жигмунд је хвалисаво обавестио бургундског војводу Филипа 1404. године.

### Грађански рат у Деспотовини
Крајем 1403. или почетком следеће године Стефан је кренуо у напад на Бранковиће. Пре октобра 1404. године измирио се са Вуком. Протерао је турске посаде из земље и угушио све устанке. Изгледа да се крајем 1404. године помирио са Бранковићима. Против турске власти је 1404. године подигнут устанак у Бугарској под вођством Константина и Фружина, синова бугарских царева, који су уживали подршку угарског краља. У Деспотовини је четовао неки Караљук (Новак). Турска војска напада град Темско код Пирота, а затим, уз деспотову дозволу, пролази долином Топлице и Лаба у област Бранковића и даље, ка Овчем пољу. Стефан није желео да нарушава мир те је Караљуков плен вратио султану. Земља је улазила у период мира. Стефан је повељом из 1405. године потврдио Дубровчанима повластице ранијих српских владара. Ово је прва повеља о српско-дубровачким односима после 1387. године. Јачање Србије изазвало је забринутост у Венецији за поседе у Зетском приморју. Људи су тамо трпели разне злоупотребе млетачких власти. У Скадру су сужавана права православне цркве. Земља је одузимана Србима и давана Млечанима. То је довело до устанка у скадарској области. Балша III је брзо запосео већину млетачких градова, сем Љеша. Први скадарски рат трајао је од 1405. до 1412. године. Млетачки капетан Марин Каравел успео је да јуна 1405. обнови млетачку власт у Скадру. Преговарао је са већима у Улцињу, Бару и Будви. Балша је надјачан када је изгубио Дриваст. Он се за помоћ обраћа Сулејману. Притекао му је и Вук Лазаревић. Млетачка новцем придобија савезнике. Први преговори отпочели су 1406. године, а Стефан је, са Маром Бранковић и Никитом Топијом, нудио да посредује у склапању мира. Преговори су окончани тек 1408. године склапањем мировног споразума. Међутим, његове одредбе нису поштоване. Млечани 1409. године преговарају са Которанима да се Котор стави под врховну власт Венеције. Раније предлоге су одбијали како не би дошли у сукоб са Босном. Исте године пристали су да плаћају Сулејману харач за градове у Зети и северној Албанији. Купили су и права на Далмацију од Ладислава Напуљског.
Током живота кнегиње Милице није било озбиљнијих сукоба између Стефана Лазаревића и његовог брата Вука. Милица је умрла новембра 1405. године. Крајем 1408. избило је отворено непријатељство међу браћом. Турци су га подстицали. Њихове чете су ранијих година харале по Србији. Посебно јак био је напад јануара 1407. године у параћинском крају. Турцима је пришао Вук који се, изгледа, није слагао са братовљевом проугарском политиком. Жигмунд је 1408. године установио витешки Змајев ред у Угарској. Уз чланове породица Горјански, Цељски и Моровићки, међу најзначајнијим припадницима био је и Стефан. Он је у Будиму именован на првом месту у реду. Крајем 1408. године Вук је отишао Сулејману и добио војску са којом је почетком 1409. године напао Србију. Турке је предводио Евренос, а било их је око 30.000. Рат је посебно погодио Приштину. Стефану је у помоћ притекао Жигмунд који је на пролеће у Србију упутио Пипа Спана, а почетком маја је и сам дошао. Најжешћи напад био је на лето када Турци продиру до Београда. Стефан се повукао у Београд где је одбио да се преда Турцима, али је отпочео преговоре са братом. Изгледа да је Вук тада добио јужни део земље. Заједно са Бранковићима, признао је врховну власт Сулејмана.
Стефан је стао на страну Сулејмановог брата Мусе који је придобио и влашког војводу и бугарске устанике. Преговоре је водио војвода Витко. Муса је озбиљно угрозио Сулејмана. Заузео је 1410. године Галипоље. Сулејмана је подржао византијски цар Манојло, Вук Лазаревић, Млечани и Бранковићи. Одлучујућа битка вођена је 1410. године код рта Космидиона на Златном Рогу. Муса је поражен. Деспот Стефан се склонио у Цариград где га је Манојло лепо примио и потврдио му знаке деспотског достојанства. Са њим је био и кесар Угљеша. Преко Црног мора и Влашке вратио се у Србију. Покушај Вука Лазаревића и Лазара Бранковића да заузму престо током Стефановог одсуства спречио је Муса који их је заробио. Најпре је погубио Вука Лазаревића, а потом и Лазара Бранковића. Муса је потом поново поражен од Сулејмана те се морао склонити код Стефана. Стефан је добио Мусину сагласност да поседне земље Бранковића. Сулејман је 1411. године убијен од стране Мусиних људи. Муса је преузео власт у европском делу Турске. Убрзо је променио политику. Почео је своје савезнике да претвара у непријатеље. Стефановим посланицима прећено је у Цариграду. Раскид је био неизбежан. Стефан је са војском напао пиротски крај те му је Муса понудио преговоре. У Мусиној војсци која је опседала Селимврију налазио се Ђурађ Бранковић. Он је покушао да ступи у везе са ујаком и да се врати у Србију. Против Мусе се окрећу и скопски санџакбег и крајишници, као и византијски цар. Пружили су подршку његовом брату Мехмеду. Пред крај 1411. године у борбу је ступила и српска војска. Муса је почетком 1412. године продро у Деспотовину и опустошио област кесара Угљеше Влатковића. Напао је и Ново Брдо, али се повукао пред Стефаном.
Стање у Србији било је мирно већ на пролеће те је Стефан могао да оде у Будим на велики скуп европских владара и властеле у част Жигмундовог измирења са пољским владарем. Били су ту и Стефан Остоја, Сандаљ Хранић, Хрвоје Вукчић... Стефан је добио град Сребреницу што је огромно повећало његове приходе. У јесен те године у Србију се из Солуна вратио Ђурађ Бранковић. Преговори са Стефаном окончани су успешно. Извори бележе да га је Стефан прихватио као сина, а нешто касније га одредио за наследника.
Након победе над војводом Хамзом почетком 1413. године код Алексинца, Муса је напао српске градове Болван и Липовац. Његов напад заустављен је тек код Сталаћа. У одбрани је учествовао, и на крају погинуо, храбри заповедник града који је у традицији остао упамћен као војвода Пријезда. Борбе се преносе у област Ниша. У организовању отпора учествовала је и црква. Патријаршија је набављала топове у Дубровнику. Муса је напао Крушевац и параћински крај, а очекивао се напад и на Ново Брдо. Против Мусе су устали и угарски краљ Жигмунд који шаље Јована Моровићког, и војвода Сандаљ Хранић, који се крајем 1411. године оженио деспотовом сестром Јеленом, удовицом Ђурђа Страцимировића. И Византија је стала на страну Мехмеда и обезбедила му бродовље за пребацивање трупа у Европу. Стефан је са војском кренуо из Крушевца на пролеће 1413. године ка Овчем Пољу. Мусу напуштају највернији савезници, укључујући и Евреноса. Деспот је код Скопске Црне Горе предао заповедништво Ђурђу Бранковићу. До одлучујуће битке дошло је код села Чаморлу 5. јула 1413. године. Пресудну улогу одиграла је српска војска. Битка је завршена поразом Мусе који је погинуо приликом бега. Власт је преузео султан Мехмед I (1413—1421). Грађански рат је завршен.
Стефан је као награду за помоћ у рату добио од Мехмеда град Копријан код Ниша и покрајину Знепоље (код данашње српско-бугарске границе). Прихватио је вазалне обавезе. У Зети се Први скадарски рат ближио крају. Договори из 1409. године о преласку Котора под врховну власт Млетачке нису прихваћени у Венецији која није желела да се замери Сандаљу Хранићу. Нудила је посредовање у преговорима Котора и босанског војводе. Угарска се такође противила ширењу Млечана на јадранској обали. Сандаљ се 1411. године оженио Јеленом, мајком Балше III и сестром деспота Стефана Лазаревића. Жигмунд је 1411. године напао Млетачку републику и угрозио саму Венецију која је приморана да приведе крају рат у Зети. У склапању мира посредовао је војвода Хранић. Током преговора Балша напада и осваја Бар. У складу са мировним споразумом склопљеним новембра 1412. године Балша је добио Будву, Бар и Улцињ. Сандаљ Хранић је следеће године приморао Котор да му уступи део прихода од трговине сољу.

### Припајање Зете
Избијање новог рата између Угарске и Млетачке навело је Балшу да такође зарати са Млечанима покушавајући да их истера из Зете. Други скадарски рат избио је 1419. године одлуком Балше да похапсе све Млечане у Зети. Балша напада Скадар и Дриваст. У овом рату Млечани се служе дипломатским средствима и новцем. Уценили су Балшину главу на 8000 дуката. Балша у међувремену заузима Дриваст. Млечани су у овом рату за савезнике потражили Турке. Споразум је склопљен 6. новембра 1419. године у Цариграду. Млечани би плаћали Турцима данак за Скадар, Дриваст и Љеш, а Турци би бранили њихове градове од Балше. Балша више није смео да предузима походе против млетачких градова. Которани су у таквој ситуацији поново обновили преговоре о стављању града под власт Венеције. Венеција је 1420. године прихватила предлог и обавезала се да ће поштовати Которски статут. У дуждевој палати је 15. марта сачињен уговор. Капетан Јадранског мора, Пјетро Лоредан, је јула исте године у Котору присуствовао свечаности у част предаје града. Истовремено је дотурио појачања млетачкој посади у Скадру. Балша и Ђурашевићи су 1420/1. године опустошили околину Котора. Сељаци у Грбљу дигли су устанак против которске властеле. Поново су отпочели преговори.
Балша III од 1419. године води Други скадарски рат против Млетачке републике у намери да искористи њен рат против Жигмунда. Млечани освајају Трогир, Брач, Хвар, Вис и Корчулу. На обали је држала Скадар, Дриваст, Љеш и Свети Срђ на Бојани. Од 1420. године у њеном саставу је и Котор, некада најјача лука државе Немањића. Котор ће под влашћу Венеције бити све до укидања Млетачке републике 1797. године. Капетан Јадранског мора, Пјетро Лоредан, освојио је 1420. године Будву и предао је Которанима на управу. Котор се придружио Млечанима у рату против Балше. Заузео је Светомихољску метохију и Луштицу. Њени становници беже у Српску деспотовину. Током ратних операција Балша је тешко оболео. Имао је само две ћерке; син му је умро 1415. године. Млечани су нагађали да би државу могао оставити рођаку Стефану Балшићу Марамонте. Он је био несталан човек; стално је мењао господаре, а касније је ступио и у млетачку службу. Балша је решио да државу остави своме ујаку, Стефану Лазаревићу. Отишао је у Србију и тамо провео остатак живота на Стефановом двору. Умро је 28. априла 1421. године. Деспот га је ожалио и свечано сахранио. Припајањем Зете коначно су уједињене области Лазаревића, Бранковића и Балшића. Борбе наступиле након смрти цара Душана коначно су завршене. Све земље биле су у рукама једног господара. На вест о смрти Балше Млетачка је започела са освајањем његових градова. Први се предао Дриваст, само 12 дана након Балшине смрти, а пет дана касније и Улцињ. Становништво Дриваста ослобођено је намета за две, а Улциња за три године. Поништене су Балшине повеље и враћено је стање од 1405. године, али учесници Другог скадарског рата на Балшиној страни нису прогањани. Млечани су Улцињ држали пуних 150 година, до 1571. године. Ускоро се Венецији потчинио и Бар. Млетачка је заузела све Балшине градове. Новонастале околности искористили су и Ђурашевићи који су се знатно проширили у Горњој Зети. Балшина удовица Боља, ћерка Које Закарије, побегла је код родитеља у Дањ. Ђурашевићи су Стефана Лазаревића признали за наследника Балшића. Ђурађ и Љеш постали су његове војводе. Није га узнемиравао ни Сандаљ Хранић (који је полагао права на Котор) јер је био ожењен његовом сестром Јеленом. Постојала су два господара Зете, Млетачка република и српски деспот. У Турској је 1421. године дошло до смене на престолу. На страну новог султана Мурата II (1421—1451) стао је и деспот Стефан који је зато могао да припрема војску за рат против Млетачке. У Приморје је стигао августа 1421. године и одмах упутио двојицу посланика у Венецију. Његови захтеви су одбијени.
Стефан је најпре запосео градове којима је владао Балша. До новембра је заузео Дриваст, Улцињ и Бар те је у Бару за управника Зете поставио војводу Мазарека. Потом је склопио шестомесечно примирје и вратио се у Србију. Против млетачке управе почела је да се буни и властела из Скадра. Обе стране су поштовале примирје које је истекло 15. маја 1422. године. Дипломатска мисија војводе Витка у Венецији издејствовала је уступке Венеције која Стефану признаје освајање Бара, Дриваста и убирање скадарске провизије. Витко се сложио да Млетачкој остане Скадар. Око осталог се нису сложили те је рат настављен. Мазарек подиже утврђења дуж Бојане којима је контролисао пловидбу реком и онемогућио трговину Скадру. Деспотова војска опсела је град. Његова војска је доживела неуспех. Деспот је изгубио део Забојане. Капетан Франческо Бембо је новцем на страну Млетачке привукао Паштровиће. Стефан Лазаревић је ратовање у Зети препустио своме сестрићу Ђурђу Бранковићу. На лето 1423. године Ђурађ је са 8000 коњаника пред Скадром. Република је била спремна на преговоре. Са Франческом Бембом Ђурађ се састао код Светог Срђа. Склопљен је тзв. Скадарски мир. Венецији је остао Котор, Улцињ и Скадар; Србима Бар, Дриваст, а обећана им је Будва и скадарска провизија. Предвиђена је размена заробљеника. Миром су задовољене обе стране, али Зета није била спокојна. Било је спорних питања: област северно од Скадра, Луштица, грбљанске солане и Ратачка опатија. Такође, српска страна тражила је Паштровиће. Војвода Никола је на лето 1425. године у Венецији где преговара са Републиком. Млечани нису желели плаћати данак за Котор кога су раније давали Балшићима, одуговлачили су са предајом Будве и нису се слагали са предајом Паштровића. Коначан мир склопљен је 1426. године у Вучитрну. Република није била дужна да плаћа данак за Котор, добила је Паштровиће, Грбаљ, 100 кућа Андрије Хумоја у скадарском дистрикту, которске солане, утврђене прелазе на Бојани. Деспотовина је добила солане Балшића, опатију Светог Николе на Бојани, Будву и Ратачку опатију. Последње обавезе извршене су 1434. године. Регулисано је питање трговине сољу у Будви. Споразумом је одређено да се убудуће у Будви може продавати со деспота и његових поданика, произведена на њиховој територији.
Тако је у састав српске државе поново ушла обала од Котора до Бојане, сем Улциња и Паштровића. Стефанов војвода Алтоман стално је боравио у Бару. Брдовити крај иза Котора и Будве у коме су живели Ђурашевићи (који су се ускоро почели називати Црнојевићима) је такође био у саставу деспотовине. Стефан је покушао да своју сестру Јелену Балшић Хранић измири са Млечанима. Сандаљ се 1423. године одрекао права на Котор.

### Последње године владавине деспота Стефана
Након Жигмундовог похода у области Кладова 1419. године склопљен је петогодишњи угарско-турски мир. Стефан је током владавине султана Мехмеда био у добрим односима са Турском и настојао је да се мир одржи. Сумње, међутим, није било да ће се рат наставити о чему сведоче и реформе Стефана Лазаревића у погледу увођења петника и власти. Највеће тврђаве у Србији изграђене су у време Стефана Лазаревића. Истичу се бедеми Београда и Манасије. Мехмеда је 1421. године наследио син Мурат II (1421—1451). Против њега је устао самозванац Мустафа кога је подржавао и византијски цар. Мустафа је изасланике послао и Стефану, али их је овај похапсио и послао Мурату. Мустафа је 1422. године страдао у бици код Једрена. У источним покрајинама Турске против Мурата је устао млађи брат, такође Мустафа. Византија је подржала и њега те је Мурат 1422. године опсео Цариград. Византијска престоница издржала је опсаду као много пута до тада. Мустафа је убијен у Малој Азији 1423. године. Србија је у овим ратовима остала по страни. Мурат је прихватио положај Деспотовине из времена свога оца. Деспот је истовремено био у добрим односима и са угарским краљем Жигмундом. Српски одреди учествују, под командом тамишког жупана Пипа од Озоре, у Хуситским ратовима у Чешкој (1421—3). Стефан је 1423. године пратио угарског краља у Кежмарк где је овај преговарао са пољским краљем Владиславом и литванским кнезом Витолдом. Византијски цар Јован VIII је крајем новембра 1423. године кренуо на Запад да тражи помоћ за борбу против Турака. Најпре је посетио Венецију, а потом и краља Жигмунда. Тада је на Жигмундовом двору био и Стефан. На двор је стигао и Муратов посланик те је продужен мир између Турске и Угарске. Турци га се, међутим, нису држали већ су сменили влашког војводу Дана својим штићеником. Односи између Стефана и Мурата се кваре. Стефан опрема земљу оружјем и спрема се за рат. Наредио је да сваки Дубровчанин у Новом Брду мора бити наоружан самострелом. Турски посланик није примљен. Рат је постао неизбежан у јесен 1425. године. Мурат је продро у Србију; преко Ниша у Поморавље до Крушевца. Угарски краљ послао је Србима Пипа Спана. Након преговора са Стефаном, Турци се повлаче. Деспот је војску сада покренуо на Босну. Краљ Твртко II је искористио турски напад на јесен 1425. године да заузме Сребреницу. Пред деспотом је побегао у Сребреник који је бомбардован. Стефан је, према Константину Филозофу, продро дубоко у босанске земље. Заплењени су топови Дињичића, а највећи је однесен у Београд.
Пред крај живота Стефан је оболео, а није имао деце. Због тога је сазвао сабор у Сребрници код Страгара (руднички крај) у духу немањићких традиција. Тамо је позвао све присутне да Ђурђа прихвате за његовог наследника, а од Ђурђа је тражио да следи његову спољну политику. У Тати је Стефан 1426. године водио преговоре са Жигмундом који је Ђурђа прихватио за наследника и деспота уз услов да се Угарима врате Београд и Голубац, Мачва и крајеви западно од Дрине.
Почетком 1425. године Мурат је напао Србију. Мета је било Ново Брдо које је издржало вишемесечну опсаду. У часу деспотове смрти Турци су се налазили у близини Ресаве (Константин Филозоф). Долази до нереда у Сребреници. Стефанов надзорник бачен је са палате (управне зграде) и убијен. Стефан је са војском крваво угушио побуну. Побио је много људи, укључујући и Дубровчане. Средином јуна 1427. године дубровачка влада је прекинула трговачке односе са Србијом. Избио је и сукоб између деспота и господара Дања, Које Закарије, из непознатих разлога. Исход овог сукоба није познат. Средином 1427. године, док су турске чете биле у Шумадији, умро је Стефан Лазаревић у месту Главица (околина данашњег Крагујевца) од срчане капи (19. јул). Сахрањен је у својој задужбини, манастиру Манасији.

## Владавина Ђурaђа Бранковића

### Мир са Турском
Током Ђурђеве владавине, Српска деспотовина одржава добре односе са Дубровачком републиком. Ђурађ је био највећи пријатељ Дубровчана од свих српских средњовековних владара. На влaст је дошао у тешким околностима. Турци су заузели Ниш и Крушевац и нападали Ново Брдо, које издржава опсаду. Жигмунд је на вест о Стефановој смрти дошао у Београд из Влашке, где је ратовао са Турцима, како би преузео територије које су му припадале у складу са одредбама уговора у Тати. Ђурађ је добио признање угарског краља. Постао је један од угарских барона. За узврат, морао је предати Београд, али је задржао околину града, као и Мачву, супротно одредбама споразума у Тати. Проблема је било око предаја Голупца, који је на крају припао Турцима. Предао их је војвода Јеремија који је претходно од српског деспота тражио обештећење на име Стефановог дуга од 12.000 дуката. Жигмунд је покушао да силом заузме тврђаву, али се јула 1428. године повлачи пред турским појачањима. Завршетак угарско-турског рата уједно је и завршетак српско-турског рата. Ђурађ се обавезао на плаћање годишњег данка од 50.000 дуката и војну обавезу (2000 коњаника и војсковођа).
Границе Ђурђеве државе биле су знатно сужене. Турци су држали Голубац, тимочку област до Књажевца и Ниша, области Врања и Прешева. Нови српски деспот држао је Ресаву, Раваницу и Ново Брдо, Приштину, Пећ, Призрен и друга оближња места, у Зети Подгорицу, Медун, области Васојевића и Пипера, Будву и Бар, најзначајније место у Ђурђевој Зети. Деспотовина се граничила са земљом војводе Сандаља Хранића. Припала јој је и Сребреница, а Ђурађ јој је после неколико година прикључио и Теочак и Зворник те се назвао „господаром целе Усоре“. Граница са Турцима била је на реци Морави. Турци су држали Крушевац у коме се помиње Синан-бег. Код Сталаћа су имали 80 до 100 бродића за пребацивање војске; флота је била под командом Синан-бега, а чувало ју је 300 људи. На Дунаву султан је имао 100 лађа за борбу против Угара.

### Смедерево
Након предаје Београда, Ђурађ је остао без престонице. Због тога је започео са изградњом Смедерева. Дозволу султана скупо је платио; обећао је да ће ћерку Мару предати у харем. Град је подигао на ушћу Језаве у Дунав, на месту где је још у 11. веку постојало мање насеље. Основа града имала је облик троугла са две стране заштићеног рекама, а са треће ровом који је спајао Језаву и Дунав. Тврђава се састојала од Малог и Великог града. Мали град је у ствари био владарски двор и војно утврђење ојачано снажним одбрамбеним зидовима. Двор или „полата“ имао је пространу дворану за аудијенције где су се потписивали уговори и повеље. Мали и Велики град укупно су имали 24 куле. Тврђава је грађена првенствено за борбу са хладним оружјем, иако је ватрено већ увелико употребљавано. Била је то највећа српска средњовековна тврђава. По величини се могло мерити са Дубровником. Изградња је завршена већ 1430. године уз необично велике жртве владаревих поданика којима је наметнута обавеза градозиданија. Радовима је руководио Ђорђе Кантакузин, Јеринин брат и други грчки градитељи. Они су за обичног човека били кривци за муке о чему сведочи народна традиција. Деспот је у Смедереву установио седиште посебне власти и ковницу новца. Помиње се челник ризнички, судија господина деспота и смедеревски војвода. У Србији је Смедерево називано и Константиновим градом, као и Цариград. У време зидања Смедерева посланици цара Јована VIII крунисали су Ђурђа деспотским венцем. Он је постао: „Ђурађ, по милости Божјој Рашког краљевства деспот и Албаније господар“.

### Деспотовина до 1439. године
Браћа Ђурашевићи, Ђураш и Љеш, су се на почетку Ђурђеве владавине осамосталила у Зети. Деспотове поседе узели су у заштиту Млечани, под чију власт тада потпадају и Паштровићи. Ђурађ је био у сукобу и са Којом Захаријом, господарем Дања. Која и Тануш Мали Дукађини пристали су почетком 1429. године уз Стефана Марамонтеа, сина Константина Балшића и Јелене Топија. Уз помоћ турских чета, Марамонте заузима Дриваст, али само накратко, јер убрзо ступа у млетачку службу. Султанове чете опседају Драч. Мир је склопљен 1430. године. Ђурђу је враћен Дриваст, а покорили су му се Ђурашевићи. Сада су били потчињени непосредно деспоту, а не Алтоману из Бара. Млечани настављају рат са Турцима због Солуна. Он је коначно пао у турске руке 1430. године, након седмогодишњег рата. Против турске власти подигнут је 1433. године устанак у Албанији. У гушењу устанка, у склопу војске скопског крајишника Исака, учествује и Ђурђев син Гргур. Ђурађ се меша и у рат Радослава Павловића и Дубровника (Први конавоски рат) у Босни. У ратовима у Босни, Ђурађ заузима Усору, заједно са тврђавама Зворник и Теочак. На његовој страни, против босанског краља Твртка II, били су и Турци.
Ђурађ је женидбеним везама покушавао да настави политику свога претходника, политику баланса између две силе тадашњег Балкана. Ћерку Катарину удао је за Улриха Цељског, рођака Барбаре, угарске краљице. Другу кћер, Мару, послао је септембра 1435. године у Муратов харем. То, као и богат мираз, Србију није спасло турског напада. Област Бранковића је након Косовског боја била посебним уговором везана за Турску. Деспот је није могао делити на власти као што је то чинио у земљама Лазаревића. Ту се одржало уређење из доба Царства; нпр. задржале су се кефалије. Пресудна је била улога турског „склава“ чије је одлуке морао поштовати и деспот. Српско-турски рат поново је избио у склопу угарско-турског рата. Док се угарски краљ налазио на Базелском сабору, турска војска продрла је у Банат и Ердељ, преко Дунава. Уследио је напад Јована Марцалија долином Мораве 1437. године. Турци губе Крушевац и трпе пораз код Годоминског поља, у близини Смедерева. Био је то последњи рат Жигмунда. Војска турског султана Мурата продрла је у Ердељ. Друга је напала Србију, односно Кучево и Браничево. Падају Борач, Островица, манастир Раваница, Ждрело, а следеће, 1439. године, опседнуто је и Смедерево. Опсадом је командовао султан лично. Град су бранили Гргур Бранковић и деспотов шурак Тома Кантакузин. Након тромесечне опсаде, Смедерево је пало 18. августа. Турци тамо постављају санџакбега Исак-бега. Западне делове Деспотовине заузео је Стефан Вукчић. Ново Брдо и Зета одржале су се још неко време. Турци су заузели Сребреницу.

### Дуга војна
Угарски краљ Алберт састао се са Ђурђем у Сегедину и том приликом му је поклонио замак Вилагош у Зарандској жупанији. Ђурађ је учествовао у припремама за крсташки рат против Турака. Након првог пада Деспотовине, Срби беже на јадранску обалу одакле их Дубровчани, како би ослободили морску обалу, превозе до Апулије или Марке. Срби су се у Италији населили у области између Венеције и Бриндизија. Неки Срби беже у околину Јајца у Босни, али највећи број сели се преко Саве и Дунава. Након турског рушења Ковина, угарски краљ је тамошње Србе преселио на Челепско острво испод Будимпеште. Срби беже и у Пољску, Ердељ, па чак и у Русију. Алберт умире 1439. године након чега у Угарској избијају борбе око престола.
Године 1440. дошло је до опсаде Београда. Град је успешно одбранио Јован Таловец. Ђурађ је у грађанском рату у Угарској био на страни Ладислава Посмрчеа и његове мајке Јелисавете, против Владислава III. Он је 1440. године боравио у Зети где је покушавао да купи Улцињ. Његов даљи останак у Зети био је опасан за Дубровчане, те ју је напустио априла 1441. године. Исте године пало је и Ново Брдо кога осваја румелијски беглербег Шехабедин. Пад последњег слободног града некадашње Деспотовине навео је Ђурђа да се измири са Владиславом. У млетачким освајањима од губи и поседе у Зети.
Крсташки рат против Турака познат је под називом "Дуга војна". Српски деспот је, уз Јанка Хуњадија, био један од предводника крсташке војске која, крећући се римским Царским друмом, наноси поразе муслиманима код Алексинца и Ниша и продире до Једрена и Софије. Турци су затворили Трајанову капију те је војска кренула на исток, између планине Балкан и Средње Горе, одакле је пут водио ка Пловдиву. Међутим, кланце су по тешкој зими браниле најспособније турске војсковође. Због зиме, несташице хране и јаког отпора, крсташи су одлучили да се врате. Касим-бег је кренуо да их гони, али је поражен код Софије. Турци су поражени јануара 1444. године на Куновици између Пирота и Ниша. Издао их је управник Тесалије, Турахан-бег, кога је потплатио Ђурађ. Крајем јануара крсташи стижу у Београд. Ђурађ је покренуо преговоре са турским султаном који су завршени успешно. Сегединским миром повратио је државу коју је изгубио и то чак и већу него 1439. године; припао јој је и Голубац. На подстицај папског кардинала Јулијана Ћезаринија, угарски краљ одбацио је споразум и наставио је рат са Турцима. Ова друга фаза крсташког рата против Турака позната је као Варнински крсташки рат и завршена је поразом Јанка Хуњадија у бици код Варне новембра 1444. године. Након Дуге војне, Стефан Вукчић Косача вратио је Ђурђу територије које је заузео након пада Смедерева. Двојица владара заједно су ратовала против босанског краља Стефана Томаша. Доњу Зету Млечани су одбили да врате. Сребреница до 1448. године прелази из руку босанског владара у руке српског више пута. Коначно, од 1448. године је у саставу српске државе.
Јанко Хуњади, маштајући о освети за пораз код Варне, године 1448. покреће нови крсташки рат. Ђурађ је овога пута остао неутралан. Рат је кулминирао битком на Косову у којој је хришћанска војска поражена. Јанка су при повратку заробили Срби, наводно док се крио у кошари у једном српском селу. Одведен је деспоту који га је бацио у тамницу и након неког времена продао Угарима за 100.000 дуката откупа. Хуњади је у Сегедин стигао крајем децембра. Његов син Ладислав остао је још неко време као талац у Смедереву.

### Пад Области Бранковића
Године 1451. долази до промене на султанском престолу. Мурата је наследио син Мехмед II. Његова жеља била је освајање Цариграда. Како би то било могуће, водио је мирољубиву политику према западним државама. Продужен је вазални однос Деспотовине, а исте године закључен је и угарско-турски мир. Одреди српске војске под војводом Јакшом, родоначелником Јакшића, учествују у опсади Цариграда 1453. године. Ђурађ је тешко примио вест о паду Цариграда. Извори кажу да се три дана затворио у собу и никога није примао. Ипак, султану је, као и остали вазали, упутио честитке. Мехмед му је на поклон црквене ствари из Цариграда. Ђурађ је откупио многе заробљене Византинце. Захваљујући Ђурђевом новцу пренете су мошти Светог Луке из Епира у Смедерево. Многи Византинци су 1453. године стигли у Србију. Међу њима је и Ђорђе Кантакузин, архистратег који је у Смедерево донео два Прокопијева рукописа.
Након заузећа Цариграда, Мехмед је кренуо у освајање балканских држава, упркос мировним споразумима које је са њима склапао. Прва на удару била је Србија од које је Мехмед затражио Смедерево и Голубац. Ђурађ је одбио да их преда. Мехмед се правдао како земља није Ђурђева него Лазаревића и био је вољан да му уступи некадашње области Бранковића са градом Софијом. Пошто је његов посланик одбијен, Мехмед је јула 1454. године покренуо велику војску на Деспотовину. Ђурађ се склонио у Угарску, а Турци опседају Рудник и Смедерево. Становницима Рудника обећано је да ће им бити дозвољено да се слободно повуку, те су отворили капије Турцима. Мехмед их је поробио. На вест да се Хуњади спрема да крене на Турке, Мехмед је дигао опсаду Смедерева и повукао се у Једрене. Са собом је одвео велики број Срба које је населио у околини Цариграда, своје нове престонице. Код Крушевца је оставио тројицу санџакбега које је Хуњади поразио на јесен 1454. године у три битке. Наставио је да пустоши околину Ниша и Пирота након чега се преко Видина вратио у Београд. Турцима су се супротставили и Срби; два одреда. Први је предводио Никола Скобаљић који је септембра 1454. године однео победу у пределу Бање. У другој бици Никола и његов стриц заробљени су у близини Новог Брда. Турци су их живе набили на колац. Њих двојица су први Срби за које је познато да су кажњени на овај начин. У ратовању 1454. године Мехмед је освојио Топлицу. У рано пролеће 1455. године Мехмед је поново напао Србију и опсео Ново Брдо. Опсада је трајала 40 дана након чега је освојено највеће рударско средиште средњовековне Србије. Ново Брдо предало се 1. јуна 1455. године. Мехмед је најистакнутије браниоце погубио, део изабрао за јаничаре, 700 жена разделио својим војницима, а остатку дозволио да се врати у град. Заузета је цела некадашња област Бранковића чиме је Деспотовина преполовљена. Мехмед је затим кренуо ка Солуну; задржао се на месту где је 1389. године погинуо његов предак Мурат. Године 1456. Ђурађ губи последње територије у Зети. Мехмед је 1456. године безуспешно опседао Београд. Бранио га је фрањевац Јован Капистран, Јанко Хуњади и Матија Таловец. Обојица исте године умиру од куге. Децембра 1456. године умро је и деспот Ђурађ Бранковић.

## Владавина Лазара Бранковића
Ђурђа Бранковића је на престолу наследио најмлађи син Лазар, једини који није био ослепљен. Од 1446. године, када се оженио, носи титулу деспота као очев савладар. Мехмед II је прихватио промену на српском престолу надајући се да ће Лазар, кога је стално нападао Михаило Силађи, заузети противугарски став. Јануара 1457. године султан је са новим деспотом склопио уговор, вратио му очеве земље, уз обећање да га неће узнемиравати до смрти. Лазар је био дужан да плаћа нешто мањи харач од Ђурђа, јер није држао Ново Брдо. Носио је титулу „господин Србљем, деспот Лазар“. На брзо сређивање односа утицала је породица Анђеловић, двојица браће од којих је један био у српској, а други у турској служби. Потицали су од грчке тесалске породице Анђела Филантропена. Њихов отац настанио се у Новом Брду и оженио Српкињом. Старији Анђеловић преведен је у ислам и добио је име Махмуд. Његов брат Михаило правио је каријеру на Ђурђевом двору. Био је велики челник (1445). Више пута је као посланик одлазио на Порту где се сусретао са својим братом. Дубровчани су му се обраћали на српском језику који је, уз турски и грчки, тада био један од три међународна језика југоисточне Европе.
У Угарској, Ладислав је утамничио оба Хуњадијева сина. Старијег Ладислава јавно је погубио 1457. године што је довело до рата између краља и странке хуњадијеваца који је предводио Михаило Силађи, брат Хуњадијеве жене. Краљ је због земаља Цељских био у сукобу и са светоримским царем Фридрихом. Деспот Лазар стао је на страну краља Ладислава. Деспотова војска продрла је у Банат, заузела Ковин, али је потучена код Тамиша. Ковин је ипак остао у Лазаревим рукама, а након његове смрти повратио га је Михаило Силађи. Српска граница се први пут померила на леву обалу Дунава. Јерина је током живота стишавала сукобе међу Ђурђевом децом. Умрла је 3. маја 1457. године. Исте ноћи, њен брат Тома Кантакузин, старији син Гргур и ћерка Мара, бивша султанија, пребегли су султану. Уз деспота је остао једино слепи Стефан. Наводно је саму Јерину у бекству спречио кнез Лазар кога су касније оптуживали да ју је отровао. Овај догађај показује различита политичка схватања која су постојали у породици Бранковића. Мехмед није одмах напао Србију. Најпре је чекао да се заврши рат у Албанији. Скендербег је пред Турцима бежао у планине. Деспот Лазар је умро 20. јануара 1458. године. Два месеца раније умро је угарски краљ Ладислав.

## Тријумвират
Угарска држава добила је новог краља — Матију Корвина, млађег сина Јанка Хуњадија. Имао је само 14 година те је намесник постао Михаило Силађи. Против њега су се борили српски владари. Лазар није имао мушке деце, па је земљом управљало намесништво од Михаила Анђеловића, Јелене Палеолог (Лазареве удовице) и њеног девера Стефана. Анђеловић је био главна личност намесништва. Подржавали су га и Турци. Јелена и Стефан нису могли да се сложе са њим те су се убрзо разишли. Марта 1458. године Анђеловић је у Смедерево пустио турског субашу са одредом војске који су на кули истакли турску заставу. Становништво се латило оружја и побило све Турке. Михаило Анђеловић је затворен. Његова добра су заплењена и предата великом логотету Стефану Ратковићу. Догађаји у Смедереву покренули су румелијског беглербега Махмуд-пашу, брата заробљеног Михаила. Деспотовина губи поседе у Босни; Стефан Томаш заузима Сребреницу, Зворник и Теочак, заједно са још 9 тврђава. Око деспотових градова на северу Србије борили су се султан и Михаило Силађи. Силађи је деспотовој удовици нудио поседе у Угарској у замену за Смедерево кога би он бранио од Турака. Срби нису хтели да предају Смедерево већ само Голубац. Турци су марта 1458. године прокрстарили целом земљом, све до угарске границе. Са собом су водили слепог Гргура кога су хтели да поставе за деспота. Почетком лета заузет је Голубац, а Београд је опседнут. Од Деспотовине је остала само престоница. Након свргавања Анђеловића, Срби су се одржали још годину дана. Дубровчани склапају мировни споразум са Портом (први још од Дуге војне) којим су избегли турско освајање.

## Пропаст Српске деспотовине
Султан је Махмуд-паши препустио ратовање у Србији, а сам је заузимао Пелопонез. На повратку се задржао у Атини где је примио кључеве града. Православно становништво дочекало га је као ослободиоца латинске власти која је тамо постојала још од 13. века. Током целе 1458. године вођени су преговори између српског и босанског двора око женидбе Томашевог сина Стефана и најстарије кћери деспота Лазара. У име српског двора, преговоре је водио велики логотет Стефан Ратковић. За уједињење Босне и Србије био је и угарски краљ Матија Корвин. Марта 1459. године Стефан Томашевић ушао је у Смедерево. Већ 1. априла венчао се са Лазаревом ћерком Јеленом Бранковић. Слепи Стефан збачен је са власти чиме је престала власт породице Бранковић. Стефан је отишао сестри Катарини, удовици Улриха Цељског, а затим у Албанију где се оженио ћерком Аријанита Комнина. Одлазио је и у Венецију, а највећи део живота провео је у Фурланији где је и умро у беди. Доласком Стефана Томашевића на власт нико више није ни помишљао на слепог Гргура. Као калуђер Герман умро је октобра 1459. године. Сахрањен је у Хиландару. Његова сестра Мара наставила је да живи у Турској. Настанила се у Јежеву у Серској области, недалеко од Свете Горе. Купила је 1459. године манастир Свете Софије у Солуну. Штитила је светогорске калуђере и утицала да се на место цариградског патријарха постави неколико Срба. Сахрањена је у Косеници код Драме, задужбини краља Милутина. Катарина Бранковић се најзад вратила у Србију. Сахрањена је у Кончи код Струмице.
Папа Пије II (1458—1464) безуспешно је покушавао да организује крсташки рат како би спречио освајање Смедерева. Сазвао је сабор у Мантови 1459. на кога се нико није одазвао. У српској престоници остали су само Стефан Томашевић и његов стриц Радивој. Њихова владавина слабо је позната; трајала је свега три месеца. Њиховим доласком на власт повређена су права Турака јер је деспота поставио угарски краљ. Мехмед је марта 1459. године приспео у Крушевац. Без икаквог отпора стигао је до Смедерева. Поведени су преговори које је водио Радивој. Босанцима и Лазаревој удовици допуштено је да са иметком напусте град. Посада је заробљена. Турци су ушли у Смедерево, други пут у 15. веку; овога пута коначно. Црквена звона су поскидана, а цркве су претворене у џамије. Смедерево је постало престоница Смедеревског санџака. Тиме је престала да постоји српска држава која је непун век раније била најмоћније Царство на Балкану. Од свих балканских народа Срби су пружили највећи отпор Турцима. Падом Смедерева 20. јуна 1459. године за Србе је почело вишевековно ропство.

## Рударство у Српској деспотовини
Држава Стефана Лазаревића обухватала је области богате рудним благом. Период мира одразио се на развој привреде у целини, па и на развој рударства. Циљ деспота био је да повећа приходе од рудника те је настојао да законским прописима учврсти и среди положај рудара. Издао је законе за рудник и град Ново Брдо 1412. године. Ново Брдо је било највећи српски, али и балкански рудник. У Новом Брду копало се гламско сребро које је садржало одређени проценат злата. Гламског сребра било је и у Јањеву док је обичног сребра било у Трепчи. У копаоничком крају истичу се рудници Плана и Копорићи. Иза Новог Брда, други рудник по значају била је Сребреница, а иза ње Рудник у коме је било сребра, олова и бакра. Отварају се и нови рудници: Бохорина, Крупањ, Зајача (Полимље), Рудиште (Авала) и Беласица и Ковачи (Копаоник). Ископавало се 5,67 тона сребра годишње, односно 1/5 укупне европске производње у најгорем случају. Сребро се извозило најпре у Дубровник, али и у Италију, Грчку, Египат и на Левант. Преко Угарске, српско сребро стизало је даље у средњу Европу.
Иза племенитих метала, друго место у извозу заузимао је восак. Главни извоз воска одлазио је у италијанске градове, попут Риминија. Увозило се највише из Угарске, и то пре свега камена со. Складиште угарске соли налазило се у Болвану код Алексинца. Напоредо са српским динаром јавља се и турска аспра. Развијају се поједини занати; највише керамика и златарство (посебно у Сребреници).
Развијају се градови. Приштина се развија у 15. веку јер је била у близини великих рудника: Ново Брдо, Јањево, Трепча. Из истих разлога, у мањим размерама, уздиже се Вучитрн. Крушевац се развија у трг са мањом дубровачком насеобином. Београд постаје највеће привредно средиште земље. Јављају се и нова места или тргови попут Чачка (1405) и Смедерева (1410). Јача домаће грађанство.
Приходе од рудника убирао је и Стефанов наследник Ђурађ Бранковић. Француски путописац Бертрандон де ла Брокијер забележио је да Ђурађ има прихода од Новог Брда у износу већем од 200.000 дуката годишње. Рудници су замрли 1439. године, а након обнове Деспотовине не достижу своју ранију снагу. До видног опадања Новог Брда, Трепче и Приштине долази 1449. године. Турци ову област коначно освајају 1455. године. Ђурађ је имао приходе од рудника на основу регалних права. О његовом убирању прихода сведоче и турски хроничар Дурсун-бег и византијски писац Критовул. Почетком 1458. године рачунало се да Сребреница даје 30.000 дуката годишњег прихода. Ђурађ је у Дубровнику заложио огромни депозит који се састојао од преко 1000 литара злата, око 3000 литара сребра (обичног и гламског), милион аспри у новцу и разно златно и сребрно посуђе. Ђурађ је својим новцем исплаћивао данак султану који је до 1439. године износио 50.000 дуката, а од 1444. године 60.000 дуката.

## Српски деспоти
| Деспот           | Раздобље  | Напомене                           | Слика                     |
| ---------------- | --------- | ---------------------------------- | ------------------------- |
| Стефан Лазаревић | 1402—1427 | Син Лазара Хребељановића и Милице. | Манастир Манасија, 1418.  |
| Ђурађ Бранковић  | 1427—1456 | Син Вука Бранковића и Маре.        | Есфигменска повеља, 1429. |
| Лазар Бранковић  | 1456—1458 | Син Ђурђа Бранковића и Јерине.     | Есфигменска повеља, 1429. |
| Стефан Бранковић | 1458—1459 | Син Ђурђа Бранковића и Јерине.     | Есфигменска повеља, 1429. |
| Стефан Томашевић | 1459      | Син Стефана Томаша и Војаче.       | .                         |

## Српски деспоти у егзилу
Након пада Српске деспотовине, титуларно достојанство српских деспота је обновљено на подручју под угарском влашћу. Титулу српског деспота тада су носили:
- Вук Гргуревић (1471—1485),
- Ђорђе Бранковић (1486—1496),
- Јован Бранковић (1496—1502),
- Иваниш Бериславић (1504—1514),
- Стеван Бериславић (1520—1535),
- Радич Божић (1527—1528) и
- Павле Бакић (1537).

Резиденција српских деспота налазила се у граду Купинику (данас Купиново) у Срему, а деспоти су у свом поседу имали и друга места на подручју данашње Војводине, као и на другим територијама којима је управљала Угарска.